# Товарищество ситцевой мануфактуры Альберта Гюбнера
Товарищество ситцевой мануфактуры Альберта Гюбнера — компания, владевшая одной из крупнейших текстильных фабрик Российской империи. Полное наименование — Товарищество ситцевой мануфактуры Альберта Гюбнера  в Москве.

## История

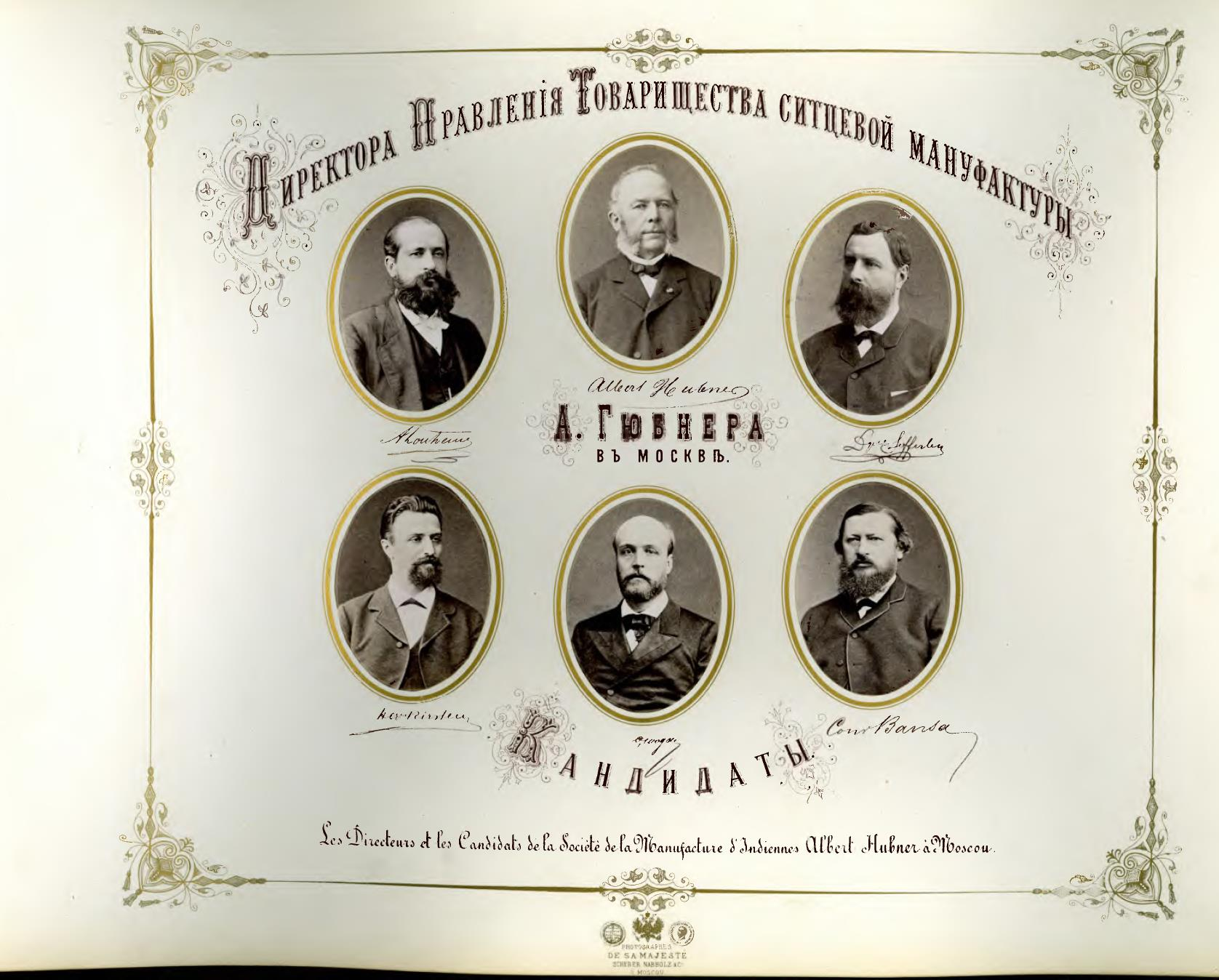
Директора правления мануфактуры А.Гюбнера. 1880г.

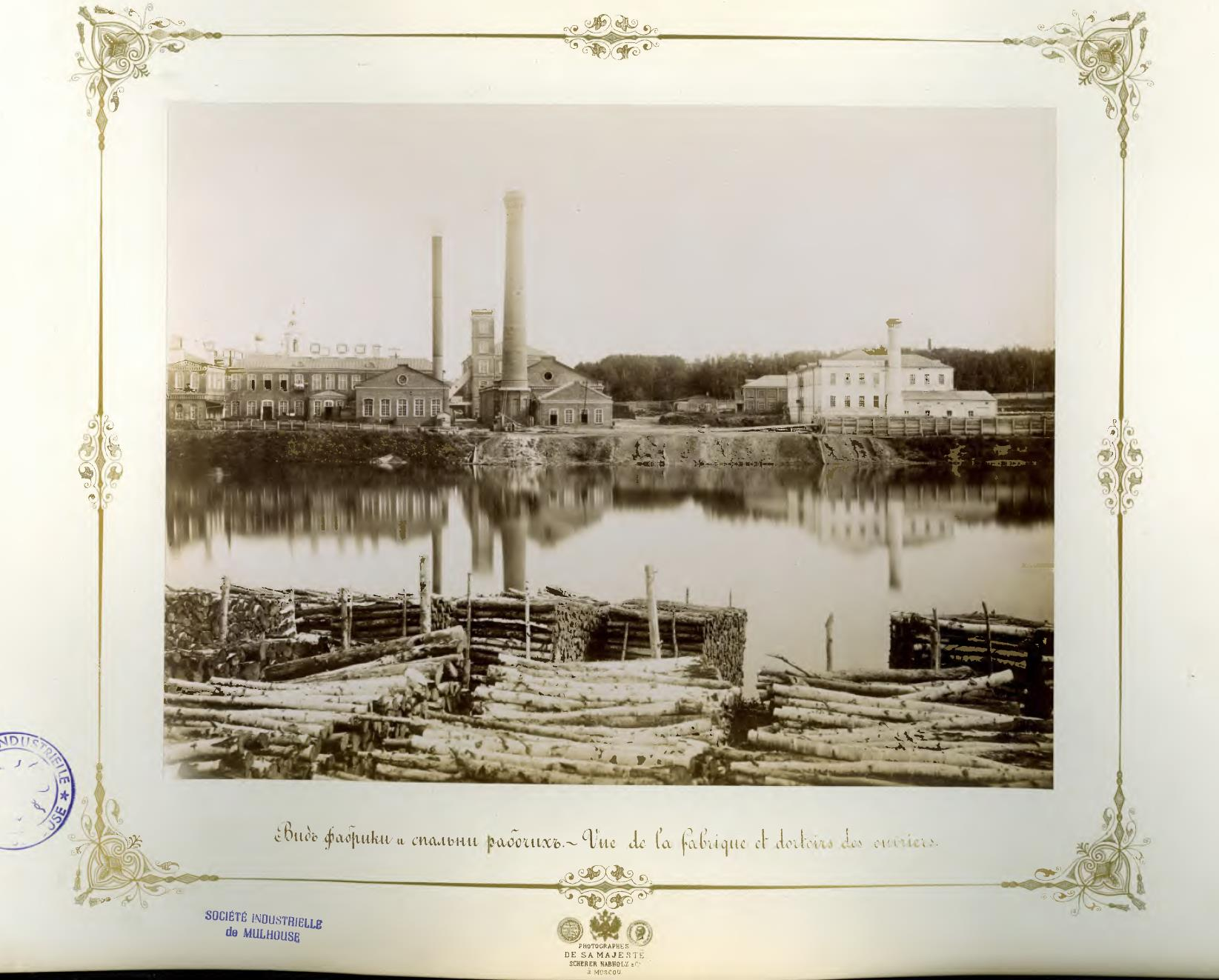
Вид фабрики и спальни рабочих. 1880г

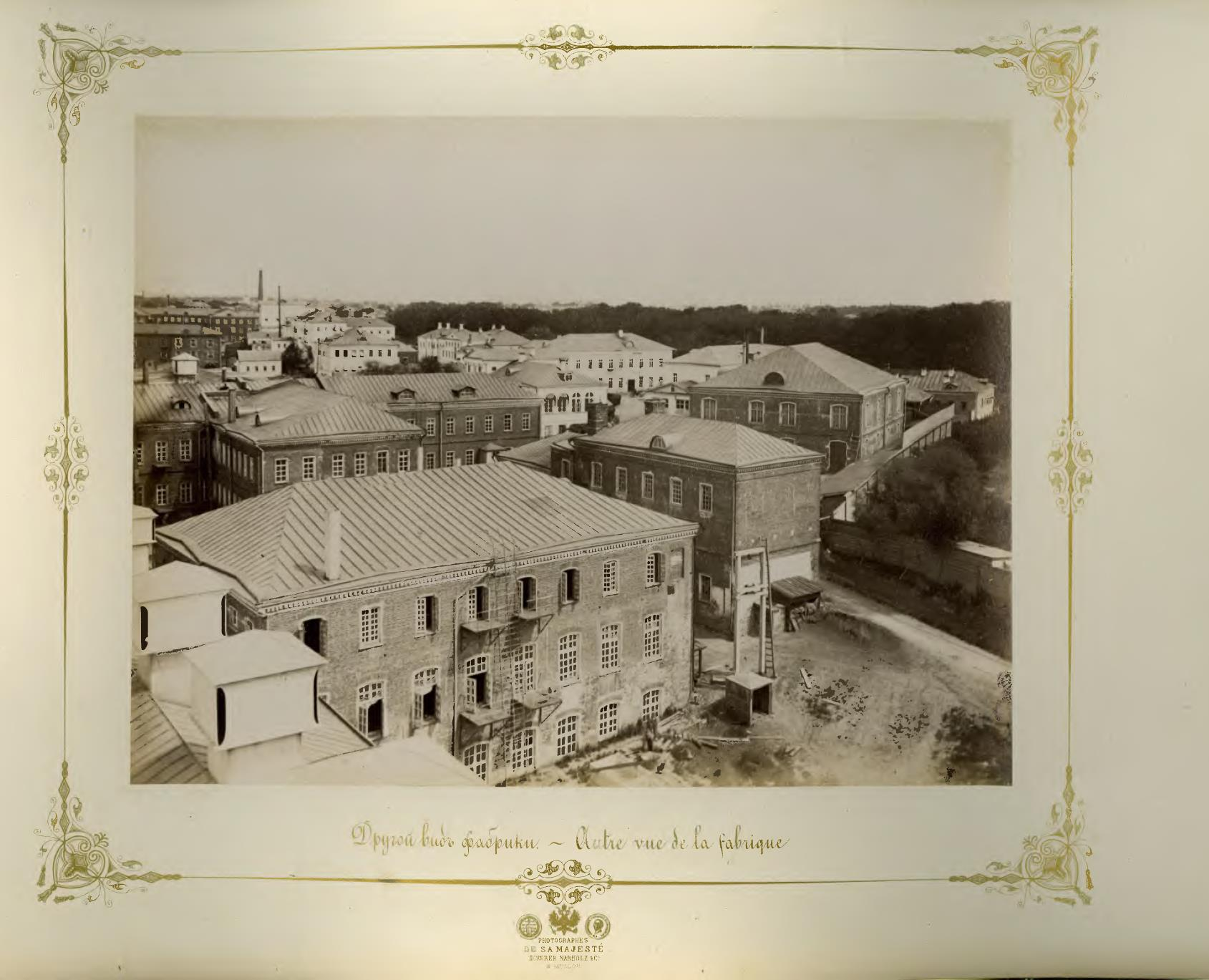
Другой вид фабрики. 1880г.

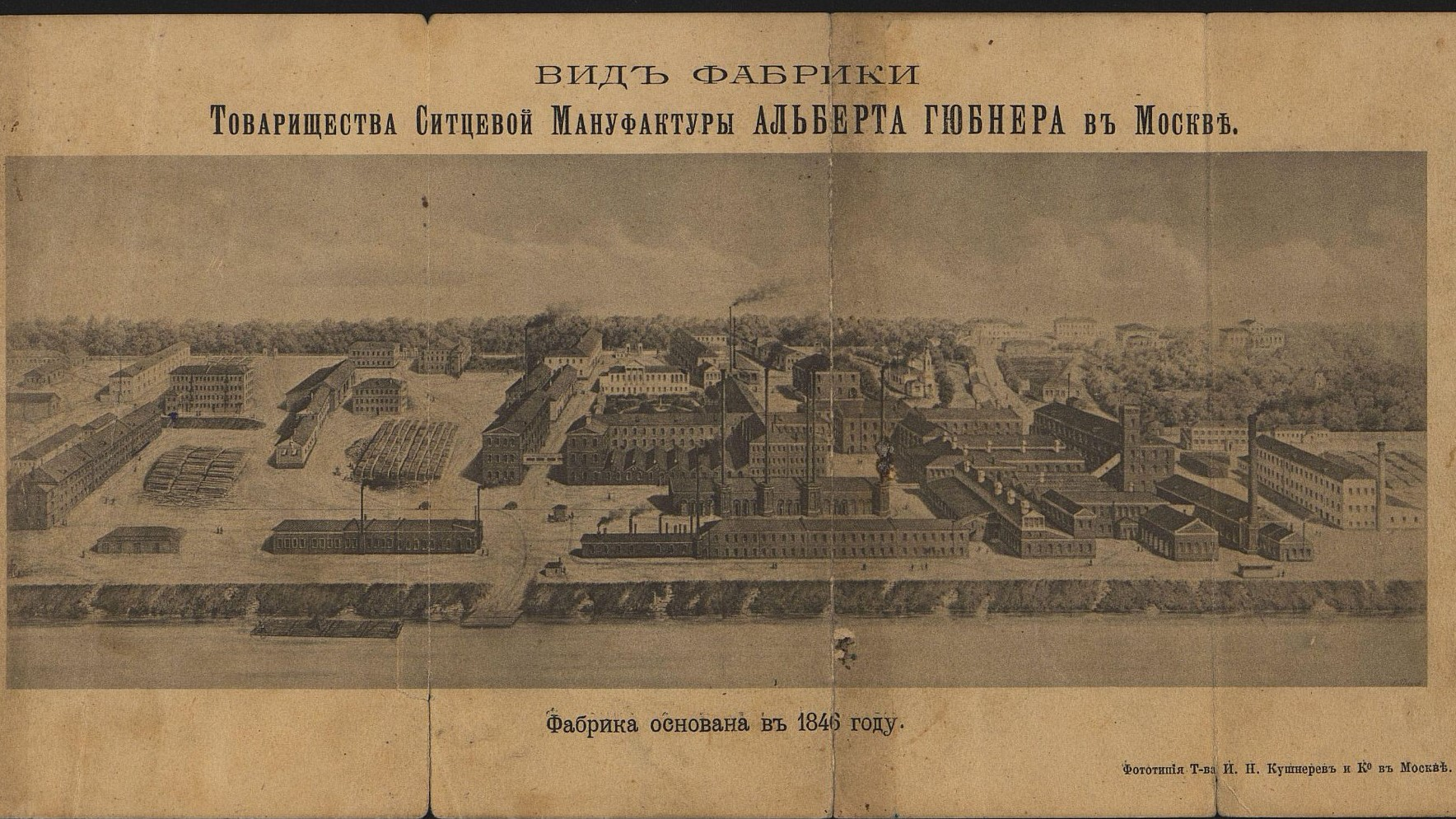
Хамовники. Вид фабрики Тов-ва ситцевой мануф. А.Гюбнера. 1880г.

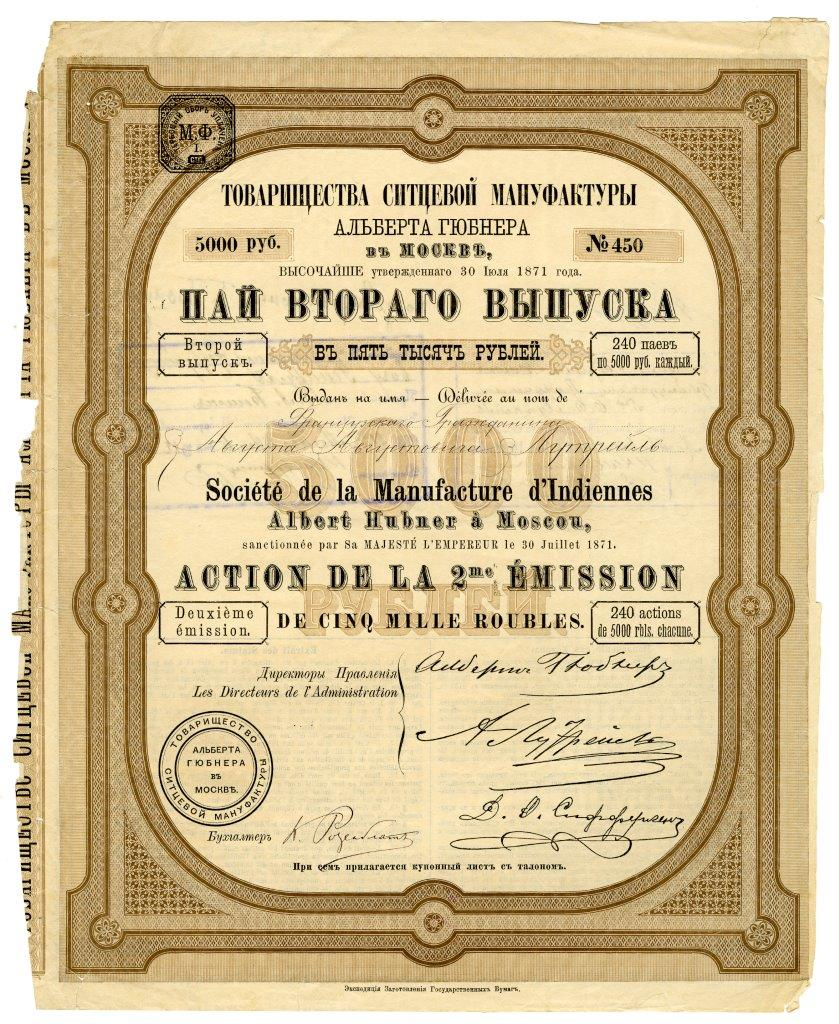
Пай второго выпуска в 5 тыс. руб., именной, Тов-ва ситцевой мануфактуры А.Гюбнера в Москве

Товарищество учреждено в 1871 году выходцем из Франции, временно московским купцом 1-й гильдии Альбертом О. Гюбнером (ок.1818-1890) совместно с торговым домом «Вогау и Ко», купцами С. И. Щукиным, П. И. Щукиным, К. Т. Солдатёнковым и ещё несколькими иностранными акционерами, в том числе А. А. Лутрейлем. Правление товарищества находилось в Москве. В 1871 году основной капитал составлял 1,2 млн руб., в 1913 — 4,8 млн рублей. В том же 1913 году паи товарищества были приобретены Н. А. Второвым и братьями Кноп, которые сохранили первоначальное название предприятия.
Товариществу принадлежала фабрика в Хамовниках, созданная Гюбнером в 1855 г. на базе двух предприятий: мануфактуры (с 1837 г. — фабрика) по набивке бумажных тканей, шерсти и полушерсти, основанной купцом Р. Д. Востряковым в 1820 году и затем купленной Гюбнером, и переведённой с Таганки шерстяной фабрики, основанной самим Гюбнером в 1846 году (до 1871 года находилась в его единоличном владении).
На фабрике имелись отбельный, красильный, набивной и отделочный отделы, собственная лаборатория, граверная и рисовальная мастерские. К 1896 году на ней действовало 18 набивных машин, оснащение состояло из 21 парового двигателя, 4-х парогенераторов, дизельной турбины и 117 электромоторов общей мощностью 2 тыс. л. с. Поставка электроэнергии производилась со станции московского отделения Общества электрического освещения. Ткани для отделки и другие материалы поступали примерно от 500 поставщиков, в том числе с Кренгольмской, Раменской и Высоковской мануфактур.
Фабрика выпускала свыше 20 наименований тканей (ситец, бязь, сатин, бумазея, узорчатые ткани), а также штучный товар (платки и фартуки). Особое внимание уделялось недорогим тканям, так как основными массовыми покупателями продукции являлись представители крестьянского класса. В 1881 году ассортимент состоял из 546 различных образцов. На складах на случай возвращения соответствующей моды постоянно хранилось до 16 запасных валов ситценабивных машин разного рисунка.
К 1896 году производилось около 1 млн кусков (один кусок — 42,7 метра), к 1912 — 1,856 млн кусков. При максимальной загрузке мощностей фабрика могла выпустить свыше 2,2 млн кусков.
Продукция товарищества получила широкое признание на промышленных выставках в Москве (1853, 1872), Вене (1873), Антверпене (1885) и Париже (1868, 1878, 1900 — Гран при). Реализация товара производилась через крупные оптовые фирмы и сеть собственных складов и магазинов практически по всей территории России, а также в Афганистане, Китае и Персии. Имелись торговые отделения в Варшаве, Гельсингфорсе, Коканде, Одессе, Санкт-Петербурге, Риге, Самарканде, Ташкенте, Тяньцзине, Харбине, Харькове, а также агентство в Париже.
Сбыт отвлекал крупные средства от производства, что побудило компанию выступить в 1914 году одним из пайщиков Товарищества на паях для внутренней и вывозной торговли мануфактурными товарами и передать в его управление все торговые отделения вместе с правом исключительной продажи своих товаров. Расчёты с поставщиками и оптовыми закупщиками осуществлялись по текущим счета́м, с более мелкими покупателями — на векселя и за наличные средства (текущие счета и учёт векселей велись 12 банками Российской империи).
Товарищество являлось участником Русского экспортного товарищества, Общества фабрикантов хлопчато-бумажной промышленности, Съездов представителей промышленности и торговли, Российской экспортной палаты. Финансировалось из собственных прибылей, к концу 1900-х годов из-за недостатка средств было вынуждено прибегнуть к облигационному займу.
В 1918 году было национализировано. С 1925 года – Хамовническая ситценабивная и красильная фабрика им. Свердлова Я.М., с 1962 года – Шелковый комбинат им. Свердлова Я.М., с начала 1990-х годов – АООТ "Московский шелк".